# Gösgen (Adelsgeschlecht)

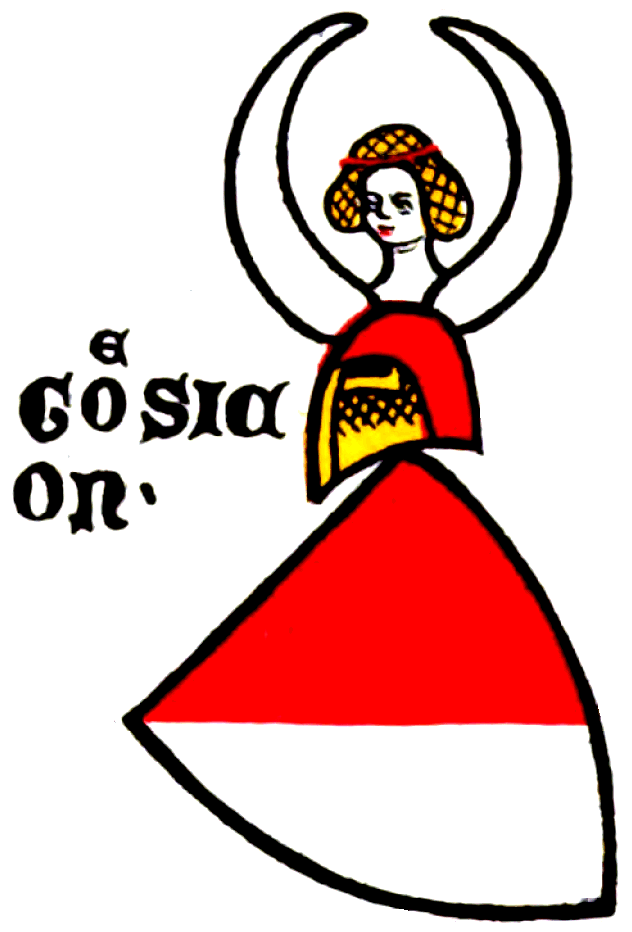
Wappen der Gösgen in der Zürcher Wappenrolle (ca. 1340)

Die Freiherren von Gösgen waren eine Hochadelsfamilie, die im Spätmittelalter in der Gegend von Obergösgen und Niedergösgen belegt sind. Sie wurden vom Bischof von Strassburg mit der Kastvogtei über das Stift Werd belehnt. Ihr Erbe fiel an die Familie von Falkenstein.

## Geschichte
Als erster Sitz der Adelsfamilie wird eine Erdburg in Obergösgen vermutet, die ins 10./11. Jahrhundert datiert wird. Der erste namentlich bekannte Vertreter der Familie war 1161 Bernerus de Cozequovon.
Gerhard I. von Gösgen wird zwischen 1224 und 1267 erwähnt. Er erhielt vom Stift Werd (am 15. März 778 als Werith erstmals erwähnt; Werd bedeutet «Flussinsel») die Erlaubnis zum Burgenbau auf stiftseigenem Gebiet. Die so entstandene Anlage über Bözach erhielt den Namen Niedergösgen, der bald für die ganze Gegend stand. Gerhard I. verstand es, die umliegenden Dörfer auf beiden Seiten der Aare unter seinen Einfluss zu bringen. Vom Bischof von Strassburg wurden sie mit der Kastvogtei über das Stift Werd (späterer Name Schönenwerd) belehnt.
Gerhard I. hatte zusammen mit seiner Ehefrau, der Freiin Amalia von Hinwil, zwei Söhne, Gerhard II. (erwähnt von 1256 bis 1311) und Konrad. Sie lagen im Streit mit dem Stift Schönenwerd, da sie danach strebten, aus der Kastvogtei eine Familienherrschaft zu machen. Dem Stift stand Konrad ab 1282 als Propst vor. Von 1305 bis 1323 war er in Basel Domherr. Die Herren von Gösgen zeigen sich als treue Parteigänger von Rudolf von Habsburg. Gerhard von Gösgen begleitete diesen in seinem Feldzug gegen Ottokar II. von Böhmen.
Johann I. von Gösgen hatte einen gleichnamigen Sohn Johann II. (erw. von 1359 bis 1382; gest. 1383). Da seine Mutter, von der nichts weiter bekannt ist, nicht dem Freiherrenstand angehörte, verlor Johann II. die Kastvogtei, konnte jedoch die Burg Niedergösgen behalten.
Die Tochter von Johann II., Amalia, war mit dem Freiherrn Wernher von Falkenstein (erw. ab 1318; gest. 1382) verheiratet. Sie hatten zwei Söhne, Rudolf IV. (gest. 1399) und Hans II. von Falkenstein (gest. 1429). Als Wernher 1382 starb, übertrug Johann II. von Gösgen die Burg Niedergösgen an seine beiden Enkel. Mit dem Tode Johanns II. von Gösgen starb das Geschlecht im Mannesstamm aus.
Als Grablege diente ihnen unter anderem die Stiftskirche Schönenwerd. Hier befinden sich Grabplatten von Marquard (gest. 1343) sowie von Johann II.

## Wappen
Blasonierung: Schräg geteilt von Rot und Silber. Als Helmzier ein wachsender Jungfrauenrumpf in den Farben des Schildes, die Helmdecken aussen Rot, innen Silber.
Das Wappen ist im Kloster Einsiedeln belegt als Teil eines Siegels zusammen mit dem Klosterwappen, das der Sohn von Gerhard II., Konrad II. von Gösgen (gest. 14. Februar 1349), als Fürstabt 1347 verwendete. Das Wappen kommt auch (gewendet) in der Schlachtkapelle von Sempach vor für einen gefallenen Heinrich (Schenk) von Gössgen, der aus der Etsch stammte.
Die Gemeinde Niedergösgen führt das Wappen heute, der Bezirk Gösgen führt es in der gewendeten Form.

Wappen der Gemeinde Niedergösgen.
Wappen des Bezirks Gösgen.
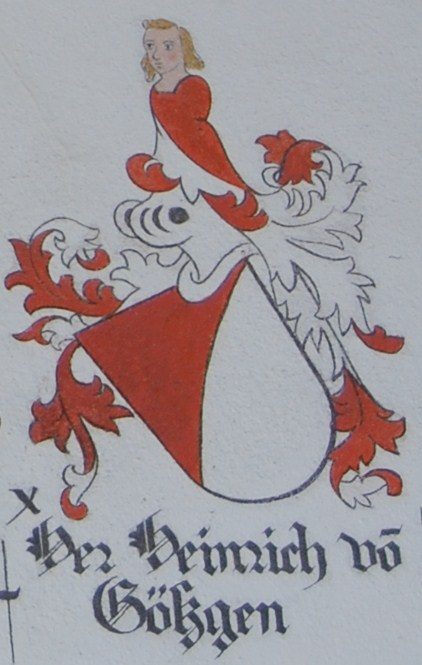
Wappen des Heinrich (Schenk) von Gössgen, Schlachtkapelle Sempach.